# Albert Desjardins
Michel Albert Desjardins, född 28 april 1838 i Beauvais, död där 21 januari 1897, var en  fransk jurist, bror till Achille Arthur Desjardins.
Efter att ha blivit dr. phil. et jur. knöts Desjardins 1864 till juridiska fakulteten i Nancy, 1869 i Paris. Efter fransk-tyska krigets slut blev han 1871 ledamot av deputeradekammaren, där han tillhörde högra centern, blev 1873 understatssekreterare i kulturministeriet, 1875 i inrikesministeriet och 1877 professor i straffrätt i Paris samt ledamot av Institut de France. 
I besittning av omfattande intressen och kunskaper behandlade Desjardins inom rättsvetenskapen både romersk rätt och rättshistoria, civil-, process- och straffrätt. Som kriminalist följde han de vägar, som utstakats av Pellegrino Rossi, Faustin Hélie och Joseph Ortolan, vars "Éléments de droit pénal" (femte upplagan, I-II, 1885) han utgav.